# Pontivy
Pontivy é uma comuna francesa na região administrativa da Bretanha, no departamento Morbihan. Estende-se por uma área de 24,84 km². Em 2010 a comuna tinha 15 819 habitantes (densidade: 636,8 hab./km²).